# Margit Mayer
Margarita „Margit“ Mayer (* 15. Februar 1949) ist eine deutsche Politikwissenschaftlerin. Sie ist emeritierte Professorin für Politikwissenschaft am John-F.-Kennedy-Institut für Nordamerikastudien der FU Berlin.

## Leben
Mayer studierte Politikwissenschaft und promovierte 1977 am Fachbereich Gesellschaftswissenschaften der Johann Wolfgang Goethe-Universität Frankfurt am Main und habilitierte dort auch 1987. Als Gastdozentin hat sie an der University of California, Berkeley, University of California, Santa Cruz und an der New School for Social Research, New York gewirkt. Von 1991 bis 2000 war sie Redaktionsmitglied der PROKLA. Derzeit gehört sie dem Beirat der Zeitschrift an.
Seit 1987 ist sie Professorin im Fachbereich politische Wissenschaften der FU Berlin, seit 1990 hat sie eine Professur am J.F.-Kennedy Institut inne. Ende Mai 2014 wurde sie emeritiert.

## Arbeitsschwerpunkte
Mayers Schwerpunkte sind die parlamentarische und außerparlamentarische US-amerikanische Politik, neue soziale Bewegungen in den USA und in Deutschland, Stadtentwicklung und Stadtentwicklungspolitik, der Umbau des Wohlfahrtsstaats sowie Obdachlosigkeit in den USA und in Deutschland in vergleichender Perspektive.

## Schriften (Auswahl)
- Die US-Linke und die Demokratische Partei. Über die Herausforderungen progressiver Politik in der Biden-Ära, Bertz + Fischer, Berlin 2022, ISBN 978-3-86505-770-9.
- S. Manning, M. Mayer (Hrsg.): Praktiken informeller Ökonomie. Explorative Studien aus Berlin und nordamerikanischen Städten. Working Paper 2. JFKi Dept. of Politics, 2004.
- Die Entstehung des Nationalstaates in Nordamerika, Campus-Verlag, Frankfurt/Main, New York 1979, ISBN 978-3-593-32389-3.

Gemeinsam mit H. Heinelt ist sie Mitherausgeberin von Modernisierung der Kommunalpolitik, Opladen 1997 und (gemeinsam mit P. Hamel und H. Lustiger-Thaler) von Urban Movements in a Global Environment. Thousand Oaks 1998.

## Zeitschriften
- International Journal of Urban and Regional Research (Beirat)
- Capitalism, Nature, Socialism (Beirat)
- Urban Affairs Review (Herausgeberin)
- prokla. Zeitschrift für kritische Sozialwissenschaft (Redaktionsmitglied)